# 1274 dans les croisades
- Mamelouks :     Az-Zâhir Rukn ad-Dîn Baybars al-Bunduqdari

Cette page regroupe les évènements concernant les Croisades qui sont survenus en 1274 :
- 12 août : Mort d'Olivier de Termes, sénéchal du royaume de Jérusalem[1].